# 11369 Brazelton
A 11369 Brazelton (ideiglenes jelöléssel 1998 QE33) a Naprendszer kisbolygóövében található aszteroida. A LINEAR projekt keretében fedezték fel 1998. augusztus 17-én.